# Bulbophyllum angulatum
Bulbophyllum angulatum là một loài phong lan thuộc chi Bulbophyllum.